# Бриджвотер (Мен)
Бриджвотер (англ. Bridgewater) — місто (англ. town) в США, в окрузі Арустук штату Мен. Населення — 532 особи (2020).

## Демографія
Згідно з переписом 2010 року, у місті мешкало 610 осіб у 263 домогосподарствах у складі 175 родин. Було 326 помешкань
Расовий склад населення:
| - 96,7 % — білих - 0,7 % — корінних американців - 0,2 % — азіатів - 1,0 % — осіб інших рас |

До двох чи більше рас належало 1,5 %. Частка іспаномовних становила 1,1 % від усіх жителів.
За віковим діапазоном населення розподілялося таким чином: 22,5 % — особи молодші 18 років, 57,7 % — особи у віці 18—64 років, 19,8 % — особи у віці 65 років та старші. Медіана віку мешканця становила 46,7 року. На 100 осіб жіночої статі у місті припадало 100,0 чоловіків;  на 100 жінок у віці від 18 років та старших — 94,7 чоловіків також старших 18 років.
Середній дохід на одне домашнє господарство  становив 56 315 доларів США (медіана — 45 385), а середній дохід на одну сім'ю — 71 728 доларів (медіана — 58 125). Медіана доходів становила 38 000 доларів для чоловіків та 40 625 доларів для жінок. За межею бідності перебувало 15,5 % осіб, у тому числі 30,2 % дітей у віці до 18 років та 7,5 % осіб у віці 65 років та старших.
Цивільне працевлаштоване населення становило 219 осіб. Основні галузі зайнятості: освіта, охорона здоров'я та соціальна допомога — 15,5 %, сільське господарство, лісництво, риболовля — 13,2 %, транспорт — 12,8 %.